# Albert Guinchard
Albert Guinchard (10 november 1914 - 19 maart 1971) was een voormalig Zwitsers voetballer.

## Carrière
Guinchard speelde gedurende zijn carrière voor de Zwitserse ploeg Servette. Hij kwam aan 12 wedstrijden voor Zwitserland. Met Zwitserland nam hij deel aan het WK 1934 in Italië en aan het WK 1938 in Frankrijk.

## Erelijst
- Servette
  - Zwitsers Landskampioen: 1934, 1940, 1946